# Polgári per
A polgári per a polgári eljárásnak – a peren kívüli eljárás mellett – az egyik legjelentősebb típusa. A felek számára az érdekérvényesítésnek a jogrend által engedélyezett eszköze. A polgári per a polgári jogviták bíróság által, elsősorban tárgyaláson, kontradiktórius eljárásban történő, közvetlen és nyilvános módja.

## Alanyai
Alanyai a főszereplők: a bíróság és az ellentétesen érdekelt felek, azaz a polgári pert kezdeményező felperes és ellenfele, az alperes.

## Tárgya
A polgári per tárgya a polgári ügy, illetve minden olyan magatartás, amelyre a fő- és mellékszereplők jogosultak, illetve kötelesek. A büntetőeljárás akkor sem „polgári per”, ha adott esetben polgári jogi igényt lehet a keretében érvényesíteni.

## Szakaszai
A polgári per tipikus (ám nem minden egyes esetben érvényesülő) szakaszai a következők:
1. a keresetlevél megvizsgálása
2. a tárgyalás előkészítése
3. a tárgyalás
4. a határozathozatal
5. a perorvoslati eljárás